# Rise Up (film)
Rise Up (ライズアップ?, Raizu Appu) è un film del 2009 diretto da Ryo Nakajima.
Il giovane Kento Hayashi interpreta la parte del protagonista maschile.

## Trama
Rui è una ragazza a cui è capitata la disgrazia di perdere l'uso della vista a seguito di un terribile incidente automobilistico accadutole l'anno precedente. Si trova ancora in uno stato post traumatico e tutti i trattamenti riabilitativi paiono sortire ben pochi risultati.
Un giorno le capita d'incontrare casualmente un giovane di nome Wataru, appassionato di parapendio. Poco alla volta il loro rapporto si fa sempre più stretto e Rui lentamente riesce ad uscire dalla propria situazione di sfiducia nei confronti della vita; parrebbe proprio che con l'aiuto ed il sostegno di Wataru (divenuto suo "cane da guida") ella possa risorgere a nuova esistenza.
La realtà però a volte sa essere davvero molto crudele, ed una triste verità si frappone inesorabile tra i due.